# 一酸化鉛
一酸化鉛（いっさんかなまり、PbO）は鉛と酸素の化合物である。組成比は1:1で、別名は酸化鉛(II)。

## 性質
両性酸化物である。赤色・正方晶系で室温で安定なα型と、黄色・斜方晶系で300℃以上で安定なβ型がある。β型への転移温度は587℃だが、酸素分圧に依存する。α型の別称は密陀僧（みつだそう）・リサージ、β型の別称は金密陀（きんみつだ）・マシコット。共に、鉱物としても産出する。

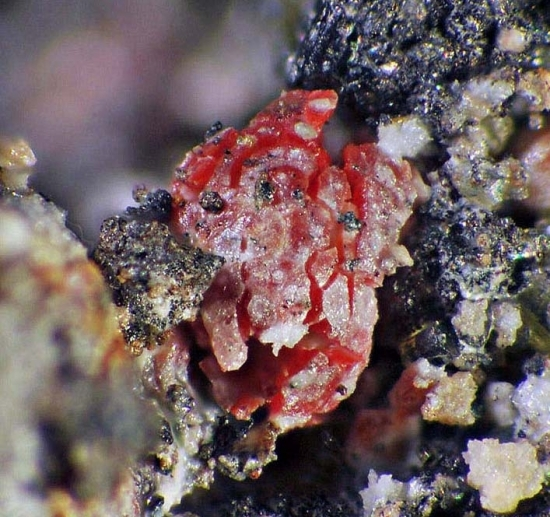
リサージ
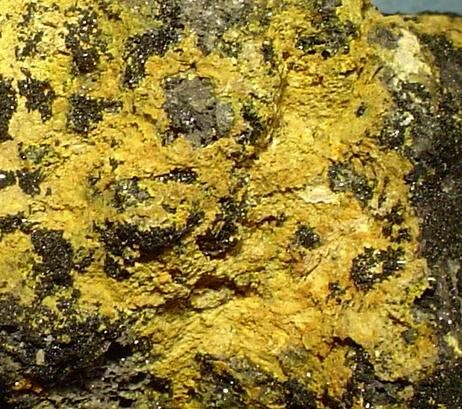
アメリカ合衆国ネバダ州のモンテ・クリスト鉱山から産出したマシコット

## 合成方法
金属鉛の加熱、硝酸鉛のアルカリ処理、または炭酸鉛の加熱で得られる。

### 鉱石の精製
酸化鉛は鉛鉱石を金属鉛に精製する際の中間生成物として大量に生産されている。方鉛鉱の粉末を約1,000度で加熱すると硫化物が酸化物に変換される。
{\displaystyle {\rm {2PbS+3O_{2}\longrightarrow 2PbO+2SO_{2}}}}

### 金属鉛の加熱
600℃前後で繰り返し酸化させるか、1000℃前後で融解した酸化鉛にするか、900℃以上で融解させた鉛を噴霧する方法がある。いずれの場合も徐冷すると四酸化三鉛（Pb3O4）が生成するため、300℃以下まで急冷する必要がある。
{\displaystyle {\rm {2Pb+O_{2}\longrightarrow 2PbO}}}

### アルカリ処理
硝酸鉛と炭酸アンモニウムまたは塩化アンモニウムを水溶液中で混合してアンモニウム水を加える。pHが7.1以上になると炭酸鉛が沈殿するので、濾過および洗浄の後に 400℃ まで加熱する。この時、400℃ でα型、590℃ でβ型が得られる。
{\displaystyle {\rm {Pb(NO_{3})_{2}+(NH_{4})_{2}CO_{3}\longrightarrow PbCO_{3}+2NH_{4}NO_{3}}}}
{\displaystyle {\rm {PbCO_{3}\longrightarrow PbO+CO_{2}}}}

### 炭酸鉛の加熱
上記のアルカリ処理の後半部分に相当する。

## 用途
古代ローマ時代などから顔料として用いられており、中世からマシコットと呼ばれるようになった。また、クリスタル・ガラスの製造にも用いられる。
皮蛋（ピータン）の熟成を促進する黄丹粉の主成分も一酸化鉛である。
セラミックス、ゴムの加硫

## 健康問題
鉛中毒を起こすので、顔料や皮蛋（ピータン）などでは使われなくなってきている。ただし、皮蛋の無鉛製品と命名されて、黄丹粉を使用していないとした製品にも鉛が使われている場合が指摘されている。